# 앤디 더바인
앤디 더바인(Andrew Vabre Devine, 1905년 10월 7일 ~ 1977년 2월 18일)은 미국의 영화배우, 배우, 텔레비전 배우이다.

## 영화
- 랭글러 (2008년) - 본인 [자료화면] 역
- 로빈 훗 (1973년)
- 스모크 (1970년)
- 발라드 오브 조시 (1967년)
- 매드 매드 대소동 (1963년)
- 리버티 벨런스를 쏜 사나이 (1962년)
- 서부 개척사 (1962년)
- 투 로드 투게더 (1961년)
- 허클베리 핀의 모험 (1960년)
- 80일간의 세계일주 (1956년)
- 피트 켈리의 블루스 (1955년)
- 디즈니랜드 (1954년) - 미스터 스톤 역
- 백야의 탈출 (1953년)
- 전사의 용기 (1951년)
- 캐년 패시지 (1946년)
- 폴로우 더 보이즈 (1944년)
- 알리바바와 40인의 도적 (1944년)
- 콜벳 K-225 (1943년)
- 신 타운 (1942년)
- 비트윈 어스 걸스 (1942년)
- 뉴올리언스의 불빛 (1941년)
- 달톤 4형제 (1940년) - 오자크 존스 역
- 네버 세이 다이 (1939년)
- 제로니모 (1939년)
- 역마차 (1939년)
- 닥터 리듬 (1938년)
- 대뉴욕 (1938년)
- 유어 어 스윗하트 (1937년)
- 더블 오어 노씽 (1937년)
- 스타 이즈 본 디 오리지널 (1937년)
- 시카고 (1937년)
- 로미오와 줄리엣 (1936년)
- 웨이 다운 이스트 (1935년)
- 닥터 불 (1933년)
- 쓰리 와이즈 걸스 (1932년)
- 한 병사가 뭔가를 한다 (1930년)
- 핫 스터프 (1929년)
- 노티 베이비 (1928년)
- 외로운 (1928년)